# Calosaturnia
Calosaturnia is een geslacht van vlinders van de familie nachtpauwogen (Saturniidae), uit de onderfamilie Saturniinae.

## Soorten
- C. albofasciata J.W. Johnson, 1938
- C. mendocino (Behrens, 1876)
- C. walterorum Hogue & J.W. Johnson, 1958